# Новопетровка (Белопольский район)
Новопетровка (укр. Новопетрівка) — село,
Куяновский сельский совет,
Белопольский район,
Сумская область,
Украина.
Код КОАТУУ — 5920684904. Население по переписи 2001 года составляло 204 человека.

## Географическое положение
Село Новопетровка находится у истоков реки Куяновка,
ниже по течению на расстоянии в 1 км расположено село Куяновка.
Рядом проходит автомобильная дорога Т-1917.

## Экономика
- Молочно-товарная ферма.